# Wonoharjo (Rowokele)
Wonoharjo is een bestuurslaag in het regentschap Kebumen van de provincie Midden-Java, Indonesië. Wonoharjo telt 5720 inwoners (volkstelling 2010).